# Pristov
Pristov je priimek več znanih Slovencev:
- Frančišek Pristov (1919—1991), glasbenik, klarinetist
- Helena Pristov (*1949), meteorologinja
- Janez Pristov (1907—2000), telovadec
- Janko Pristov (1929—2022), hidrometeorolog
- Jože Pristov (1921—2007), gledališki igralec
- Leopold Pristov (1859—1920), prevaljski župan
- Roman Pristov, hokejist, trener